# 駅テレマルシェ
『駅テレマルシェ』（えきテレマルシェ）は、長野朝日放送 (abn) で毎週土曜日に放送されている長野県ローカルの情報番組。略称は「駅テレ」。本項では、『駅前テレビ』に関連する一連の情報番組について扱う。

## 概要
2006年4月1日に『ザ・駅前テレビ』のタイトルで放送開始。第1回は『駅前』のタイトルをPRする為、長野駅東口から松山三四六がスタジオのカフェテラスまで駆けてくる姿から始まった。
メイン司会を務める松山三四六を中心に、長野朝日放送のアナウンサーなどが長野県（信州）の様々なジャンルのあらゆる情報を提供していく。「とことん信州を応援、とことん信州を元気に」のコンセプトのもと、同番組では山本麗子による料理コーナー「信州大好きCooking」をはじめとする、長野県を応援する様々な企画を組んでいる。また、番組の最後にはプレゼントコーナーがある。
視聴率は2006年10月に週平均8.6%に達した。
2007年からは、通年企画として北アルプスを間近に望む小川村に農園を借り、「ザ・駅前ファーム」と名づけた。公募された「ザ・駅前ファーマーズ」とともに、様々な野菜作りと収穫祭を行った。2008年には、同じく小川村内に借りた「ザ・駅前田んぼ」で米作りを行っている。2009年には「信州名物ラーメンはつけそばだ!プロジェクト」の集大成として、ながの東急百貨店にて駅前つけそば亭を2日間限定でオープンさせた。2010年以降は、ぎょうざおやきプロジェクトや三四六の蕎麦道といった企画も行った。
スタジオは外からのガラス張り（スケルトンスタジオ）。開始当初は本社1階のカフェテラス『ザ・駅前テラス』（番組開始に合わせて『ラ・テラス』から改名）をスタジオ代わりに使用していた。
ステレオ放送は2006年10月時点で既に実施されており、2006年8月26日放送分からハイビジョン制作になっており（ただし2006年10月時点ではサイトカット放送）、地上アナログ放送では2010年7月10日からレターボックス形式で放送されていた。
abnのマスコットキャラクターであるりんご丸も、レギュラーコーナーの「新・りんご丸温泉」に登場している。
2011年4月9日の放送は開局20周年記念として、9:30 - 11:25に2時間スペシャルが放送された。
2017年4月1日の放送から、スタジオのリニューアルと同時にタイトル名が『駅前テレビ』（「ザ・」が付かない）となった。
『駅前テレビ』としては2021年3月27日の放送をもって終了。同年4月10日の放送からタイトルを『駅テレマルシェ』とし、リニューアルした。また、駅前テレビで使われていたTwitterアカウントは駅テレマルシェにアカウント名を変更のうえ、引き続き使用。

## 放送時間
- 2006年4月 - 2007年3月：土曜 9:30 - 10:20 [注 2]
- 2007年4月 - 2016年9月：土曜 9:30 - 10:25
- 2016年10月 - 2019年3月：土曜 9:30 - 11:00 [注 3]
- 2019年4月 - 2024年3月：土曜 9:30 - 10:45 [注 4]
- 2024年4月 - 現在：土曜 9:30 - 11:15 [注 5]

## 現在の出演者
2025年5月時点。
MC
- 上室夏鈴 （abnアナウンサー、2022年4月2日 - ）
  - サブMC、中継リポーター（不定期）（2022年4月2日 - 2025年3月29日）
  - メインMC（2025年4月5日 - ）
- 齋藤崇人（元プロバスケットボール選手、2021年4月10日 - ）[注 6]

料理コーナー
- 赤沼真知子（料理研究家、2021年4月17日 - ）

中継リポーター
- ヤポンスキーこばやし画伯（タレント、2015年1月31日 - ）
- 7限目のフルール（アイドルグループ、2024年4月6日 - ）
- 山藤美智（フリーアナウンサー、2025年4月26日 - ）

レギュラーゲスト
- ダンビラムーチョ（お笑い芸人、 2024年4月 - ）月1レギュラー
- 西村菜那子（元NGT48メンバー、2025年4月5日 - ）月1レギュラー

## 過去の出演者
特記事項の無い人物は長野朝日放送アナウンサー。（出演当時も含む）
- 松尾まどか（2014年7月5日 - 2017年3月25日）MC
- 草田敏彦　MC
- 松坂彰久（ - 2020年3月）MC
- 平沢幸子（ - 2017年9月）MC
- 藤井学（ - 2014年6月）MC
- 吉田一平（2020年4月 - 2020年12月11日[注 7]）MC
- 松山三四六（タレント、 - 2021年3月）MC
- 山本麗子（料理研究家、 - 2021年3月）MC
- 大槻瞳（2017年4月 - 2023年3月）メインMC
- 小林輸史（料理研究家、2021年5月1日 - 2023年5月13日）週替わり料理コーナー担当
- 中道暢（料理研究家、2021年5月15日 - 2021年9月11日）週替わり料理コーナー担当
- 中野希友未（2019年10月 - 2023年9月）
  - 中継キャスター（隔週）（2019年10月 - 2020年9月）
  - 中継キャスター（2020年10月 - 2021年3月）
  - サブMC（2021年4月10日 - 2021年11月）
  - サブMC（隔週）（2021年12月 - 2023年3月）
  - メインMC（2023年4月1日 - 2023年9月30日）
- 稲垣貴大（2019年10月 - 2020年9月、2021年10月10日 -2022年3月26日、2023年4月1日 - [注 8]）
  - 隔週中継キャスター（2019年10月 - 2020年9月、2021年10月・11月）
  - 隔週サブMC（2021年12月 - 2022年3月26日）
  - サブMC、中継リポーター（不定期）（2023年4月1日 - 2023年9月30日）
  - メインMC（2023年10月7日 - 2025年3月29日）
- 萩原早紀子（2021年4月 - 9月、2023年4月 - [注 9]）隔週中継キャスター→サブMC[14]
- 山岡秀喜（2022年4月2日 - ）サブMC[14]
- 楠原由祐子（2023年7月 - ）サブMC[14]

## 放送されている企画
- 「お手軽!プロ技レシピ」（レギュラーコーナー）
- 「ソラをライブ」（レギュラーコーナー）
- 「特集」（レギュラーコーナー）
- 「中継」（レギュラーコーナー）
- 「マルシェのおまけ」（レギュラーコーナー）
- 「得マルシェ」（レギュラーコーナー）

など

## 放送されていた主な企画
- 「麗子センセーの信州大好きCooking」（レギュラーコーナー）
- 「コンシュウのシンシュウ」（レギュラーコーナー）
- 「もっと！信州77」（レギュラーコーナー）
- 「新・りんご丸温泉」
- 「三四六の蕎麦道シリーズ」
- 「ぎょうざおやきシリーズ」
- 「温泉ライダーシリーズ」
- 「ザ・駅前ファーム&ザ・駅前田んぼ」
- 「三四六先生が行く!シリーズ」（三四六が長野大学客員准教授に就任するきっかけとなる)
- 「三四六行ったことないツアー&やったこと無いツアー」
- 「駅テレ公開企画会議 パイロット版プレゼン合戦」
- 「駅前探偵舎」
- 「abn写真部」
- 「信州大ロマン紀行」
- 「参上!! おしかけ助っ人隊」
- 「サンシュラン」
- 「信州の車窓から」
- 「毛バリバリ伝説」
- 「駅前はちみつプロジェクト」
- 「ナガメシ」
- 「マルチューブ特派員」

など

## 駅テレプラス
放送時間
- 毎週土曜 10:25 - 10:30（2011年4月2日 - 2016年9月24日）[注 10]

出演者
全員長野朝日放送アナウンサー（出演当時）
- 松尾まどか
- 平沢幸子
- 冨岡美希（途中で降板）